# Rut Krüger Giverin
Rut Krüger Giverin, född 10 oktober 1971, är en norsk diplomat.
Krüger Giverin har avlagt en Master of Arts-examen och har arbetat i utrikestjänsten sedan 1998. Hon var underdirektör i Utenriksdepartementet 2011–2013 och avdelningsdirektör där 2013–2017. Sedan 2017 tjänstgör hon som Norges ambassadör i Mexiko; i januari 2021 tillkännagavs att hon skall efterträdas på posten av Ragnhild Imerslund.